# 48th Fighter Wing
Le 48th Fighter Wing (48th FW, 48e Escadre de chasse), dénommé auparavant 48th Tactical Fighter Wing, est une unité de chasse de l'United States Air Forces in Europe basée depuis le 15 janvier 1960  à RAF Lakenheath en Angleterre. Le 48th FW est en 2012 la seule unité en Europe volant sur F-15 Eagle.

## Historique
L'escadre est basée de sa création en 1952 jusqu'en 1960 sur la base aérienne de Chaumont-Semoutiers en France. En 1960, équipé de North American F-100 Super Sabre a capacité nucléaire, elle s'installe au Royaume-Uni à la suite de la demande du président Charles de Gaulle de retirer les armes nucléaires américaines du territoire français.

## Organisation en 2006
Le 48th FW est composé en 2006 des Group suivants :
- 48th Operations Group
  - 492nd Fighter Squadron sur F-15E
  - 493rd Fighter Squadron sur F-35
  - 494th Fighter Squadron sur F-15E
  - 495th Fighter Squadron Valkyries sur F-35[2]
  - 48th Operations Support Squadron
- 48th Maintenance Group
- 48th Mission Support Group
- 48th Medical Group

## En images

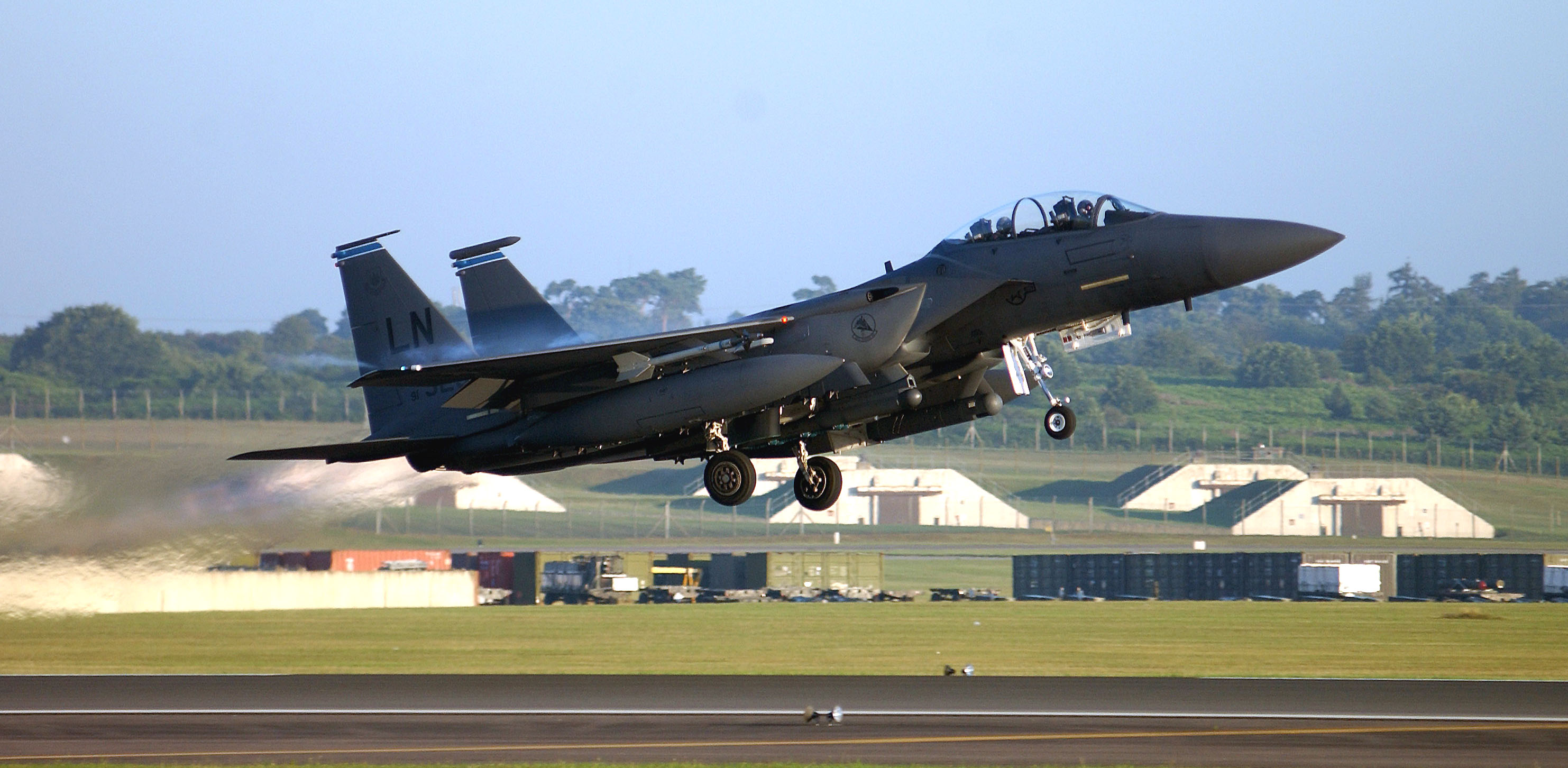
F-15E du 494th FS décollant de RAF Lakenheath.
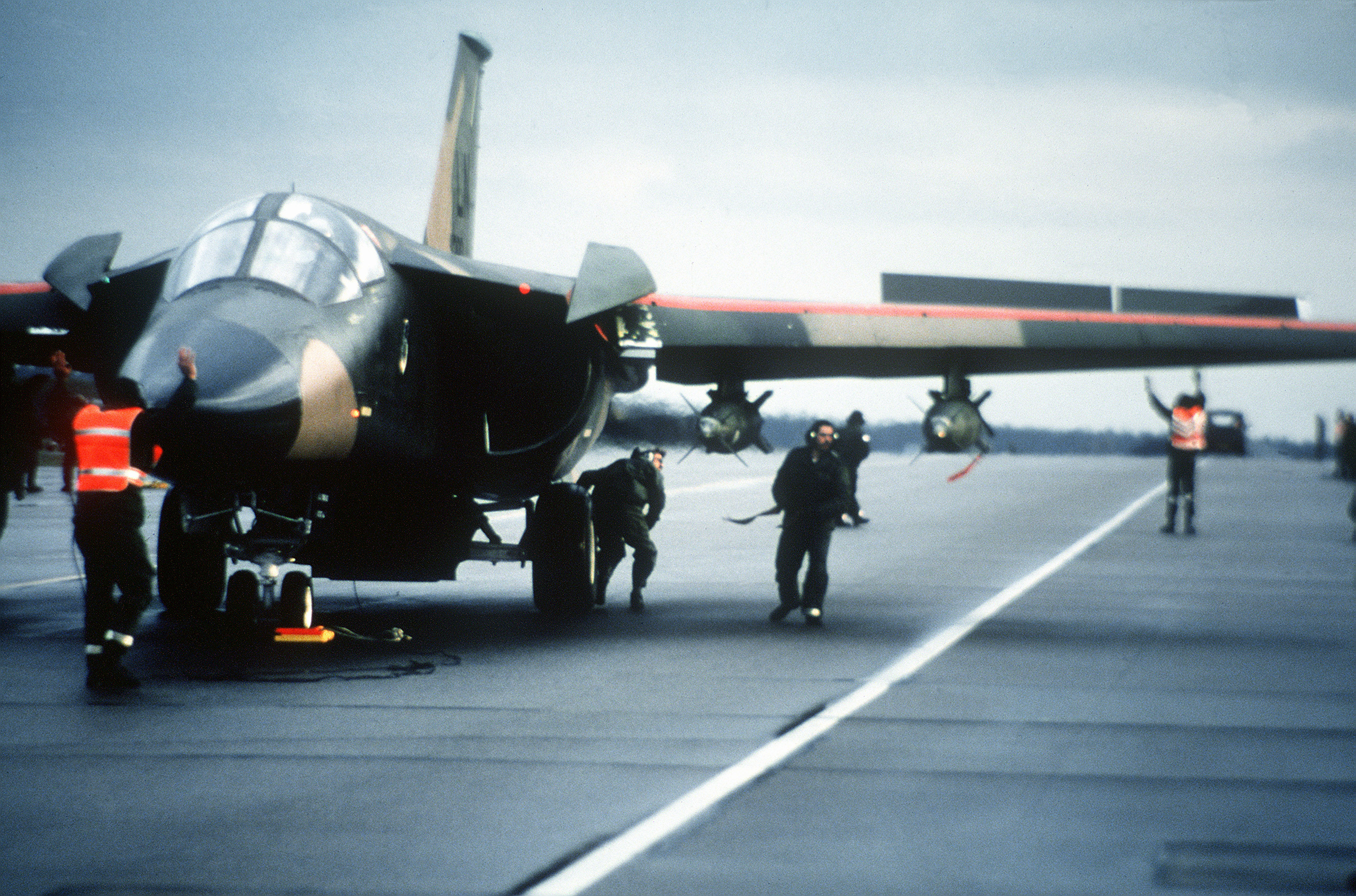
Des F-111F du 48th TFW sont préparés pour la mission de représailles contre la Libye en 1986.
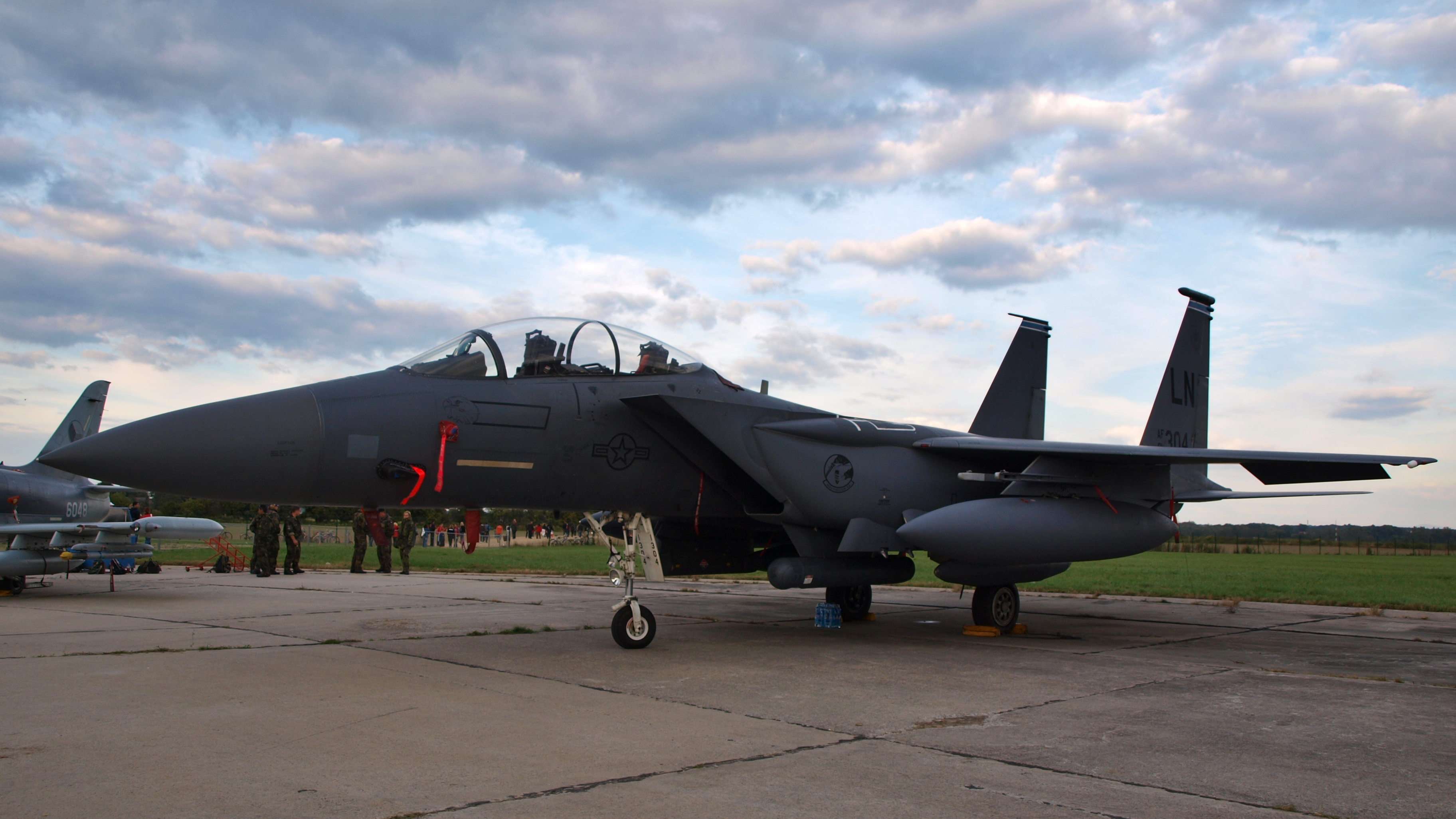
Cet avion F-15E Strike Eagle du 48th Fighter Wing fut perdu accidentellement durant l'opération Odyssey Dawn en Libye le 22 mars 2011.

## Historique
- 25 juin 1952 : création du 48th Fighter Bomber Wing
- 10 juillet 1952 : activation  du 8th TFW
- 8 juillet 1958 : redésigné 48th Tactical Fighter Wing
- 1er octobre 1991 : devient le 48th Fighter Wing

## Bases
- Chaumont AB :10 juillet 1952 - 14 janvier 1960
- RAF Lakenheath : 15 janvier 1960 -